# Naka-gawa (préfecture de Tochigi)
Pour les articles homonymes, voir Naka-gawa.
Le  fleuve Naka (那珂川, Naka-gawa) est un cours d'eau de l’est de l’île de Honshū, au Japon. Il arrose les préfectures de Tochigi et d'Ibaraki et se jette dans l'océan Pacifique. 

## Géographie
Le fleuve Naka est long de 150 km et draine un bassin versant de 3 270 km2, y compris une partie de la préfecture de Fukushima. Il prend sa source au mont Nasu, dans le parc national de Nikkō.